# 최성재
최성재(崔成宰, 1984년 7월 18일 ~ )는 대한민국의 배우이다. 성우 故 최병상이 그의 부친이다.

## 학력
- 동국대학교 연극학과 졸업

## 연기 활동

### 드라마
| 연도 | 방송사    | 제목                 | 역할        | 비고     |
| ---- | --------- | -------------------- | ----------- | -------- |
| 2012 | MBC       | 신들의 만찬          |             | 32부작   |
| 2013 | tvN       | 푸른거탑 리턴즈      | 최성재 중위 | 14부작   |
| 2014 | tvN       | 갑동이               | 형사        | 20부작   |
| 2015 | KBS2      | 복면검사             | 김기태      | 16부작   |
| 2016 | SBS       | 닥터스               | 황보태양    | 20부작   |
| 2016 | IHQ DRAMA | 1%의 어떤 것         | 정선우      | 16부작   |
| 2017 | KBS2      | 그 여자의 바다       | 김선우      | 120부작  |
| 2017 | tvN       | 써클: 이어진 두 세계 | 관제팀장    | 특별출연 |
| 2017 | SBS       | 사랑의 온도          | 이성재      | 40부작   |
| 2018 | MBC       | 데릴남편 오작두      | 오병철      | 24부작   |
| 2018 | TV조선    | 대군 - 사랑을 그리다 | 김관        | 20부작   |
| 2019 | KBS2      | 왜그래 풍상씨        | 강열한      | 40부작   |
| 2019 | KBS2      | 태양의 계절          | 최광일      | 102부작  |
| 2020 | MBC       | 찬란한 내 인생       | 장시경      | 127부작  |
| 2021 | JTBC      | 알고있지만,          | 유현우      | 특별출연 |
| 2022 | TV조선    | 빨간풍선             | 신기한      |          |
| 2024 | 넷플릭스  | 돌풍                 | 강상진      |          |

### 영화
- 2008년 《툭 치기만 해도 울 것만 같은…》
- 2017년 《범죄도시》 - 형사들 역

### 뮤지컬
- 2008년 《유린타운》

### 연극
- 2002년 《칠백의 혼》
- 2004년 《스카펭의 간계》
- 2004년 《아름다운 시인》
- 2007년 《방목된 자들 (저수지의 개들)》
- 2007년 《인류최초의 키스》
- 2009년 《바냐 아저씨》
- 2010년 《갈매기》

### CF
| 연도 | 기업명           | 제품명                    | 종류       | 공동 출연 |
| ---- | ---------------- | ------------------------- | ---------- | --------- |
| 2014 | 삼성전자         | 삼성 NX200                | 카메라     |           |
| 2014 | 하나금융         | 하나SK                    | 신용카드   |           |
| 2015 | 롯데주류         | 클라우드                  | 주류       |           |
| 2015 | 니콘이미징코리아 | 니콘 D750                 | 카메라     |           |
| 2016 | 이마트그룹       | 이마트                    | 종합쇼핑몰 |           |
| 2017 | 롯데칠성         | 데일리C레몬 1000C+        | 음료       |           |
| 2017 | LG전자           | 휘센 인공지능스스로에어컨 | 가전제품   |           |
| 2017 | 기아자동차       | K5                        | 자동차     |           |
| 2017 | 롯데주류         | 피츠                      | 주류       | 조정석    |

## 수상 및 후보
| 연도 | 시상식                      | 부문                   | 작품           | 결과 |
| ---- | --------------------------- | ---------------------- | -------------- | ---- |
| 2017 | 제25회 대한민국문화연예대상 | 드라마부문 남자 신인상 | 그 여자의 바다 | 수상 |
| 2019 | 제12회 코리아드라마어워즈   | 남자 신인상            | 왜그래 풍상씨  | 후보 |